# ユンゲル
『ユンゲル』は、2007年にフジテレビ系で放送されたドラマ『ガリレオ』のスピンオフ作品。

## 概要
『ガリレオ』第一章の弓削と草薙が会話するシーンで、3年前に解決したとされる「田園調布ネズミ男事件」が話題にのぼるが、本作ではその真相に迫る貝塚北署の刑事・弓削志郎を主人公としたサイドストーリーとなっている。
当初は本編である『ガリレオ』の毎回放送終了後に携帯サイト限定のスピンオフドラマとして配信された。各話は『ガリレオ』と同様に第○章で統一され、全十章で構成される。一章あたり1分45秒程度のショートドラマで『ガリレオ』の一話完結とは異なり、連続物となっている。
2008年1月1日の27:05～28:05に地上波のテレビドラマとしてフジテレビ（そのほかの放送局については#ネット局を参照のこと）で放送されたが、このことは『ユンゲル』第十章の最後で告知されている。なお、テレビドラマの「完結章」は携帯ドラマの続編に相当しており、テレビドラマの冒頭では携帯ドラマをハイライトとして振り返っている。
テレビドラマ企画当時は「小野真由美」「柳本浩二」という役名が存在していたが、実際の放送ではそれぞれ「黒田真由美」「柳沢浩二」に変更となっている。
品川祐は本作がドラマ初主演となる。
2008年9月29日から2008年10月2日まで放送されたショートドラマ『TOYOTA presents ガリレオの法則』では、『ユンゲル』と同様に弓削、柿坂、青柳がメインで（門松もゲストとして）登場する。詳しい内容はこちらを参照のこと。
2008年10月4日に公開された『容疑者Xの献身』に合わせて、順次一部の地域でも放送された（フジテレビ、北海道文化放送もこの日に再放送された）。

## あらすじ

### 携帯ドラマ
『ガリレオ』の第一章の事件を捜索中の貝塚北署刑事の弓削はある日、同署に所属する女性警察官3人から取調室に呼ばれ事情聴取される。本編では深く語られなかった「田園調布ネズミ男事件」の捜査ファイルを弓削の前に出されたことから捜索は始まる。

### テレビドラマ
2人が殺された「田園調布ネズミ男事件」の容疑者とされる人物が遺言を残して自殺を図ったことで、事件は被疑者死亡のまま解決されたかに思われた。しかし、3年前に起きた「田園調布ネズミ男事件」と同様の手口で犯行に及んだ事件が発生する･･･。

## 登場人物

### メイン
弓削志郎（ゆげ しろう） - 品川祐（品川庄司）
貝塚北署刑事課・巡査。当ドラマの主人公。ちょっとしたひらめきで事件を解決へと導くこともあるが、その推理が正論でないため、柿坂・青柳・門松（以下女性警察官3人と呼称）からあまり信頼されておらず、オチの扱いとなっている。
柿坂千鶴（かきさか ちづる） - 山崎真実
貝塚北署情報管理課・巡査。当ドラマのヒロイン的存在で青柳・門松の後輩にあたる。人一倍正義感が強く感情的になると、その勢いで関西弁が出ることがある。
青柳塔子（あおやぎ とうこ） - 三浦まゆ
貝塚北署情報管理課・巡査。3年前の田園調布ネズミ男事件の捜査データが抹消された際、パソコンに自分の指紋が残っていたため犯人候補となるが、後に疑いが晴れる。
門松マキ（かどまつ まき） - 小林きな子
貝塚北署情報管理課・巡査。食べることとイケメンが好きで、後者に関しては湯川や草薙の追っかけをしているほどである。彼らの所有物などに触れると興奮して暴走する。

### 上記以外の「ガリレオ」「ユンゲル」出演者
草薙俊平（くさなぎ しゅんぺい） - 北村一輝
貝塚北署刑事課・警部補。異動後は本庁（警視庁）の刑事。本庁の刑事になってからも弓削に助言したり、女性警察官3人にも捜査のことで相談に乗ったりして、事件の手助けをする。弓削とは違い女性警察官3人からは憧れの的となっている。
小淵沢隆史（こぶちざわ たかし） - 福井博章
湯川ゼミの大学院生。携帯ドラマの第六章「解読く」と第七章「追及る」にも登場する。
刑事 - 青木一
早川（刑事） - 海老原敬介

### 「ユンゲル」出演者
トウマ - 大地洋輔（ダイノジ）
秋葉原ラジオセンター内のとある店舗の一室にこもる情報屋。弓削が警察官になる前からの知人。
メイド喫茶店長 - ほんこん
秋葉原に所在する高級メイドカフェ「ぴゅあはーと」に務めている。おネエ言葉で話すのが特徴。
黒田真由美（くろだ まゆみ） - 工藤里紗
貝塚北署情報管理課・巡査。女性警察官3人とは同僚にあたる。大晦日の夜に自宅で何者かが放ったネズミに食い殺される。携帯ドラマの第十章「謀略る」最後にも登場する。
森下紀彦（もりした のりひこ） - 顔田顔彦
中内製薬株式会社メディカル事業本部第一営業部の社員。3年前の田園調布ネズミ男事件の情報提供者。
柳沢浩二（やなぎさわ こうじ） - 伊藤淳史
黒田を付回しているストーカー。当事者が殺害されたため、疑いをかけられ貝塚北署に連行される。
鑑識 - 浅里昌吾
メイド喫茶の客 - 山崎満、新井量大、森戸宏明
メイド喫茶ホール係 - 武田裕光、村上航
メイド喫茶従業員 - 坂本和代、田口寛子、渡部彩

## サブタイトル

### 携帯ドラマ
- 第一章「取調る」
- 第二章「焦燥る」
- 第三章「捜索す」
- 第四章「疑惑う」
- 第五章「追跡る」
- 第六章「解読く」
- 第七章「追及る」
- 第八章「逮捕る」
- 第九章「看破る」
- 第十章「謀略る」

### テレビドラマ
- 完結章「鼠齧る」

## ネット局
| 放送対象地域   | 放送局                     | 放送日         | 放送曜日及び放送時間    |
| -------------- | -------------------------- | -------------- | ----------------------- |
| 関東広域圏     | フジテレビ（CX）【制作局】 | 2008年1月1日   | 火曜 27時05分～28時05分 |
| 新潟県         | 新潟総合テレビ（NST）      | 2008年1月1日   | 火曜 27時05分～28時05分 |
| 近畿広域圏     | 関西テレビ（KTV）          | 2008年1月4日   | 金曜 26時00分～27時00分 |
| 福岡県         | テレビ西日本（TNC）        | 2008年1月6日   | 日曜 12時00分～12時55分 |
| 静岡県         | テレビ静岡（SUT）          | 2008年1月20日  | 日曜 24時25分～25時25分 |
| 山形県         | さくらんぼテレビ（SAY）    | 2008年2月15日  | 金曜 25時05分～26時05分 |
| 北海道         | 北海道文化放送（uhb）      | 2008年2月24日  | 日曜 25時25分～26時25分 |
| 高知県         | 高知さんさんテレビ（KSS）  | 2008年9月28日  | 日曜 13時00分～14時00分 |
| 岩手県         | 岩手めんこいテレビ（mit）  | 2008年9月28日  | 日曜 15時00分～16時00分 |
| 長崎県         | テレビ長崎（KTN）          | 2008年10月4日  | 土曜 14時30分～15時30分 |
| 愛媛県         | テレビ愛媛（EBC）          | 2008年10月4日  | 土曜 15時00分～16時00分 |
| 中京広域圏     | 東海テレビ（THK）          | 2008年10月4日  | 土曜 26時55分～27時57分 |
| 島根県・鳥取県 | 山陰中央テレビ（TSK）      | 2008年10月8日  | 水曜 24時55分～25時55分 |
| 福島県         | 福島テレビ（FTV）          | 2008年10月19日 | 日曜 16時00分～17時00分 |
| 宮崎県         | テレビ宮崎（UMK）          | 2008年10月19日 | 日曜 16時30分～17時25分 |
| 日本全域       | フジテレビTWO【CS放送】    | 2013年8月13日  | 火曜 22時30分～23時30分 |

## スタッフ
- 演出：西坂瑞城、宮木正悟
- 企画：牧野正、菊池裕幸
- プロデュース：渡辺恒也
- 脚本：古家和尚
- 音楽：福山雅治、菅野祐悟
- 制作：フジテレビドラマ制作センター